# Пекка Рінне
Пекка Рінне (фін. Pekka Rinne; 3 листопада 1982, м. Кемпеле, Фінляндія) — фінський хокеїст, воротар. Виступав за «Нашвілл Предаторс» у Національній хокейній лізі.
Вихованець хокейної школи «Кієкко-Кетут». Виступав за «Кярпят» (Оулу), «Гоккі» (Каяані), «Нашвілл Предаторс», «Мілвокі Адміралс» (АХЛ), «Динамо» (Мінськ) (локаут).
В чемпіонатах НХЛ — 381 матч, у турнірах Кубка Стенлі — 34 матчі.
У складі національної збірної Фінляндії учасник чемпіонатів світу 2009, 2010, 2014 і 2015 (8 матчів, 3+6).
13 липня 2021 року Рінне оголосив про завершення кар’єри в професійному хокеї.
Досягнення
- Срібний призер чемпіонату світу — 2014
- Чемпіон Фінляндії (2004, 2005), срібний призер (2003)

Нагороди
- Найцінніший гравець (MVP) чемпіонату світу — 2014
- Найкращий воротар чемпіонату світу — 2015
- Учасник матчу всіх зірок НХЛ (2016, 2019).
- Володар Трофею Везіни (2018)
- Приз Кінга Кленсі — 2021

Родина
Свояк Міка Пюоряля теж колишній хокеїст.